# کپلر-۱۹بی

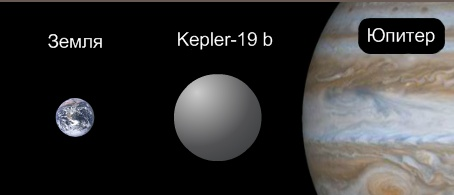
کپلر-۱۹بی

کپلر-۱۹بی (انگلیسی: Kepler-19b) سیاره‌ای است که به دور ستارهٔ کپلر-۱۹ می‌چرخد. این سیاره دارای یک دورهٔ مداری ۳٫۳ روز است، The planet has an orbital period of 9.3 days, این سیاره دارای یک دورهٔ مداری ۳٫۳ روز است،با شعاع تقریبی ۲٫۲ برابر زمین، و جرم آن حدود ۸٫۴ برابر زمین است. این یکی از سه سیاره‌ای است که به دور کپلر-۱۹ می‌چرخند.